# إسكتلندا الإسكندنافية

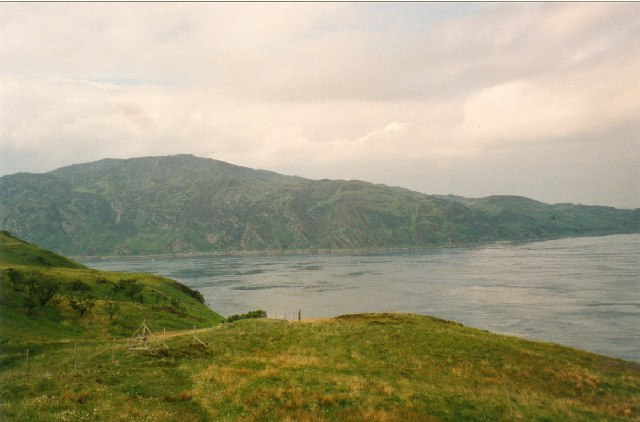
اسكتلندا الاسكندنافية

يشير مصطلح اسكتلندا الإسكندنافية إلى الفترة الواقعة بين القرنين الثامن والخامس عشر التي استعمر فيها المستوطنون من الفايكنج والشماليين والنرويجيين بصورة أساسية والاسكندنافيين بدرجة أقل وسلالتهم أجزاءَ مما يشكل الآن أطراف اسكتلندا المعاصرة. بدأ نفوذ الفايكنج في المنطقة في أواخر القرن الثامن، وكانت العداءات بين إيرلات أوركني الاسكندافيين والثالاسوقراطية الناشئة من مملكة الجُزر، وحكام أيرلندا، ودالريادا ومملكة ألبا، ووساطة ملك النرويج مواضيع متكررة الحدوث.
تضمنت المناطق التي سيطر عليها الاسكندنافيون جُزر أوركني وشتلاند الشمالية، وهبرديس، وجزر كلايد، وضموا أراضي يابسية من بينها كيثنس وشترلاند. يُعد السجل التاريخي من مصادر اسكتلندية ضعيفًا، وتتضارب أحيانًا الحوليات الأيرلندية والملاحم الشمالية، التي تُعتبر من بينها ملحمة أوركنيينغا مصدر المعلومات الرئيس، رغم أن علم الآثار الحديث قد بدأ بتقديم رؤية أوسع عن الحياة خلال تلك الفترة.
هناك العديد من النظريات المتضاربة التي تناولت عملية الاستعمار المبكرة، رغم وضوح أن الجُزر الشمالية كانت أول ما غزاه الفايكنج وآخر ما تنازل عنه الملك النرويجي. تضمن حكم ثورفين سيغردسون في القرن الحادي عشر توسعًا مديدًا ناحية البر الإسكتلندي الشمالي وربما كان هذا ذروة النفوذ الاسكندنافي. كان طمس الأسماء ما قبل الشمالية في هربديس والجزر الشمالية، واستبدالها ببدائل شمالية إجماليًا تقريبًا رغم أن نشوء تحالفات مع الناطقين الأصليين بالغيلية أنتج ثقافة غيلية - شمالية قوية كان لها تأثير كبير في أرغيل، وغالاوي، وما بعدهما.
تزايد النفوذ الإسكتلندي من القرن الثالث عشر وما تلاه. في عام 1231، انتهت سلالة متواصلة من إيرلات أوركني الشماليين وأصبح المنصب مذ ذاك في عهدة النبلاء الاسكتلنديين. أدت حملة مشؤومة قادها هاكون هاكونارسون لاحقًا في القرن نفسه إلى التخلي عن جُزر الغرب لصالح التاج الإسكتلندي ونُقلت أوركني وشتلاند أيضًا إلى الحكم الإسكتلندي في أواسط القرن الخامس عشر. حملت المخيلة العامة نظرة سلبية عن نشاطات الفايكنج، رغم أن التوسع الشمالي ربما كان عاملًا في انبثاق مملكة ألبا الغيلية، وباكورة اسكتلندا الحالية، وأن الإنجازات الدينية والثقافية والسياسية والتجارية في الفترات اللاحقة من الحكم الشمالي كانت بارزة.

## جغرافيًا
إن الجزر الشمالية، التي يعرفها الشماليون باسم نوروريجار، هي أقرب أجزاء اسكتلندا إلى النرويج، وقد. شهدت هذه الجزر التأثير الشمالي الأول والأطول أمدًا مما شهده أي جزء آخر من اسكتلندا. تقع شتلاند على بعد 300 كم (190 ميلًا) غرب النرويج ويمكن أن تصل سفينة فايكنج طويلة منطلقة من هوردالاند في ظروف ملائمة إليها خلال 24 ساعة. أوركني أبعد بثمانين كيلومترًا (50 ميلًا) ناحية الجنوب الغربي.
يقع البر الإسكتلندي الرئيسي على بعد 16 كيلومترًا (10 أميال) جنوب أوركني. وقعت الولايتان الأكثر تطرفًا باتجاه الشمال في البر الرئيسي الإسكتلندي، كيثنس وشترلاند، تحت السيطرة الشمالية في وقت مبكر. باتجاه الجنوب، كان كامل الساحل الغربي للبر الرئيسي الإسكتلندي من ويستر روس إلى كينتاير خاضعًا لنفوذ اسكندنافي جسيم أيضًا.
تتضمن السوريجار، أو «الجرز الجنوبية»:
- هبرديس أو الجزر الغربية وتتألف من:

1. هبرديس الخارجية، وتعرف باسم «الجزيرة الطويلة» ناحية الغرب، ويفصلها عن هبرديس الداخلية الشمالية مياه مضيق مينش. تقع هذه الجزر على بعد 180 كيلومترًا (110 أميال) غرب أوركني.[5]
2. هبرديس الداخلية وتتضمن جزر سكاي، وإيسلاف، وجورا، ومول، وإيونا.[5]

- جزر خور كلايد على بعد 140 كيلومترًا (87 ميلًا) إلى الجنوب، أكبرها جزر بوت وأران.[5]
- جزيرة مان، القابعة في البحر الأيرلندي على مسافة متساوية بين إنجلترا، وأيرلندا، واسكتلندا، وويلز المعاصرة.[6]

تبلغ المسافة الإجمالية من الحافة الجنوبية لجزيرة مان إلى مؤخرة جزيرة لويس، الطرف الشمالي لهبرديس الخارجية، 515 كيلومترًا (320 ميلًا) تقريبًا. كانت كامل هذه المنطقة تحت هيمنة الثقافة الشمالية لمعظم الفترة قيد الدراسة. وهكذا فإنه من المرجح أن اللغة الشمالية قد أصبحت مهيمنة عبر جزر هبرديس الداخلية مثلما فعلت على جزيرة لويس خلال القرنين العاشر والحادي عشر.
كان هناك نفوذ شمالي كبير يسري في غالاوي جنوب غرب اسكتلندا أيضًا، ولمعظم المرحلة، حتى معاهدة بيرث عام 1266، كان للسياسات الخارجية النرويجية والدانماركية وأنشطة حكام الأجزاء الاسكتلندية الواقعة تحت السيطرة الاسكندنافية المذكورة أعلاه الشماليين المستقلين أو شبه المستقلين كان لكل ذلك تأثير قوي على شؤون اسكتلندا ككل.

## تاريخيًا
التوثيق المعاصر لفترة الفايكنج من التاريخ الاسكتلندي ضعيف جدًا. أدى وجود دير إيونا إلى التأريخ لهذا الجزء من اسكتلندا بصورة جيدة نسبيًا من أواسط القرن السادس وحتى أواسط القرن التاسع. لكن من العام 849 فصاعدًا، وقتما أُزيلت آثار كولومبا في مواجهة توغلات الفايكنج، اختفت الأدلة المكتوبة من المصادر المحلية لمدة ثلاثمئة عام تقريبًا. لذا أصبحت مصادر المعلومات حول هربديس والكثير من اسكتلندا الشمالية بين القرنين الثامن والحادي عشر إما إيرلندية، أو إنجليزية، أو شمالية حصرًا. النص الشمالي الأساسي هو ملحمة أوركنيينغا، التي كُتبت في أوائل القرن الثالث عشر على يد آيسلندي مجهول. المصادر الإنجليزية والأيرلندية أكثر معاصرةً، لكنها ربما «قادت إلى انحياز جنوبي في القصة»، خصيصًا مع تحول الكثير من سكان أرخبيل هبرديس إلى ناطقين باللغة الشمالية خلال هذه الفترة. بالتالي يجب اعتبار التواريخ تقريبيةً طوال المرحلة.
السجل الآثاري لهذه الفترة شحيح نسبيًا، لكنه آخذ بالتحسن. يقدم علم المكان معلومات هامة حول الوجود الاسكندنافي وتقدم نماذج عن الأبجدية الرونية الشمالية أدلة إضافيةً مفيدةً. هناك مجموعة كبيرة من المواد من اللغة الغيلية المحكية المتعلقة بهذه الفترة، لكن قيمتها موضع شك.
هناك بعض الصعوبات في اللغة والأسماء الشخصية. الأولى مؤشر ثقافي مهم لكن الدليل المباشر على استخدامها في ظروف محددة خلال الفترة التي نتكلم عنها ضئيل جدًا. من المؤكد أن اللغات البكتية والأيرلندية الوسطى والنوردية القديمة كانت موضع استخدام ويقترح وولف (2007) حدوث قدر كبير من البلقنة اللسانية. نتيجة لذلك، غالبًا ما يظهر أشخاص منفردون في المصادر تحت مجموعة متنوعة من الأسماء المختلفة.